# 小平消沒定理
小平消沒定理是複幾何及代數幾何中的重要結果，在複流形的分類問題(例如Enriques-Kodaira Classification)上扮演着重要角色。

## 經典命題
小平邦彦起初使用流形上的霍奇理論証明，當q>0
{\displaystyle H^{q}(M,K_{M}\otimes L)\cong H^{q}(M,\Omega ^{n}(L))=0},
以上M 為任何緊致凱勒流形，{\displaystyle K_{M}}是M上的正規線叢，{\displaystyle L\rightarrow M}是正線叢。這個命題之後被推廣為小平 中野消沒定理：
{\displaystyle H^{q}(M,\Omega ^{p}(L))=0}
當{\displaystyle p+q>n}。{\displaystyle \Omega ^{p}(L)}代表在L上的所有全純 (p,0)-形式組成的層。

## 應用及推廣
小平嵌入定理
複流形分類
Kawamata-Viehweg Vanishing theorem